# Occupazione italiana della Francia meridionale
L'occupazione italiana della Francia meridionale si ebbe tra il 1940 e il 1943, nel corso dei primi anni della seconda guerra mondiale.
Il regio esercito italiano ebbe modo di occupare militarmente alcune parti del suolo francese. Tale occupazione avvenne in due fasi: la prima nel giugno del 1940 a seguito della capitolazione francese dopo la vittoriosa offensiva tedesca; la seconda nel novembre 1942, quando Hitler decise di occupare militarmente il suolo della Francia di Vichy (Operazione Anton).
A seguito dell'armistizio di Cassibile con gli Alleati, le truppe del Regio Esercito in suolo francese abbandonarono le zone, ponendo così termine all'occupazione italiana.

## 1940: le prime occupazioni

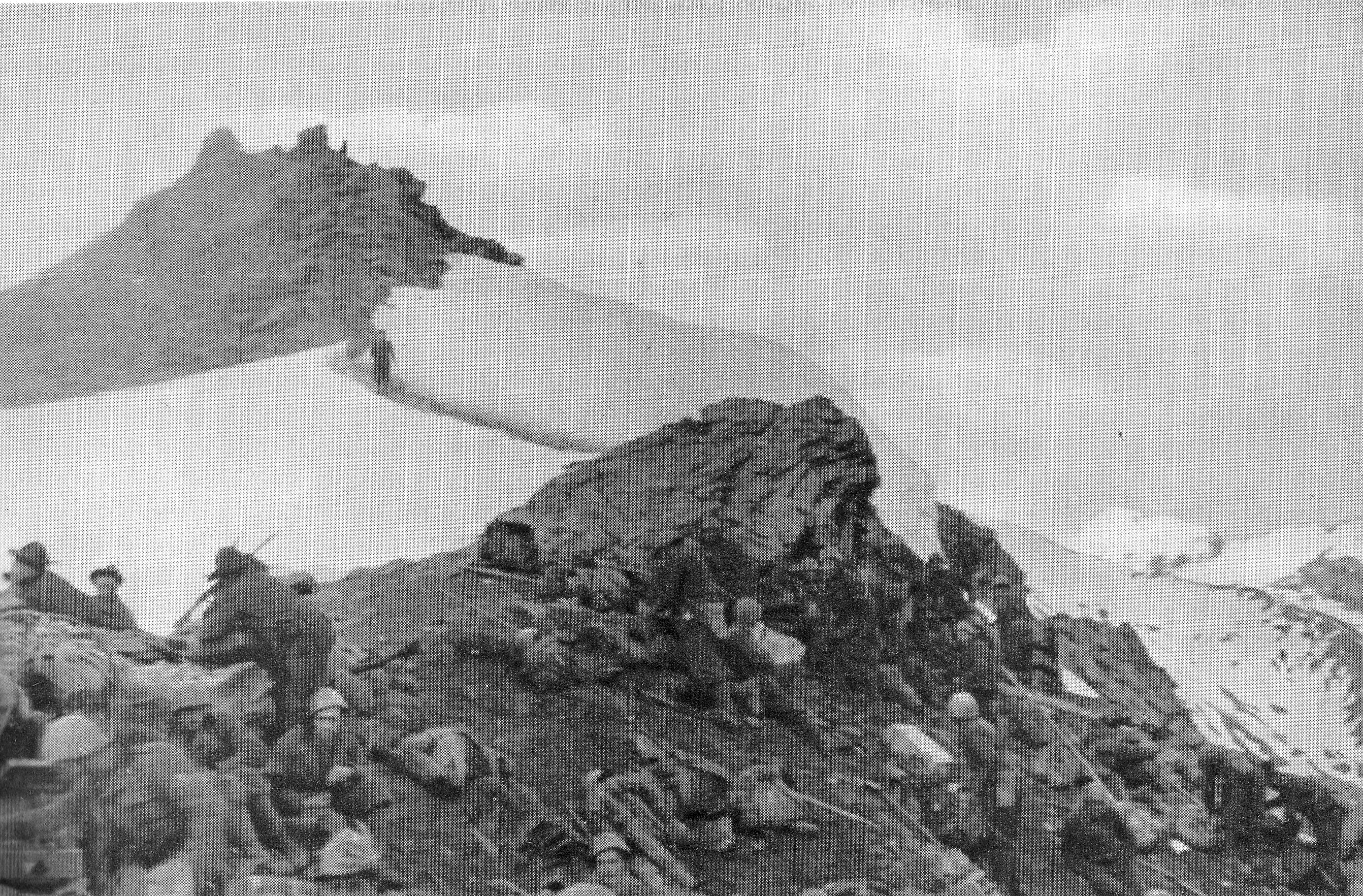
Il battaglione alpino Val Dora sul colle della Pelouse nel giugno 1940

Nel corso della battaglia delle Alpi Occidentali (21-24 giugno 1940) l'Italia occupò una fascia di territorio francese (la «linea verde»), profonda circa una trentina di chilometri a partire dal confine occidentale italiano; con l'armistizio di Villa Incisa tali territori passarono sotto la giurisdizione italiana. Il bando del duce concernente gli ordinamenti amministrativi e l'organizzazione giuridica nei territori occupati del 30 luglio 1940 confermò l'annessione de facto all'Italia. I dipartimenti francesi interessati furono quattro: la Savoia, le Alte Alpi, le Basse Alpi e le Alpi Marittime; più precisamente:
- nel dipartimento della Savoia furono occupati i comuni di Séez, Montvalezan, Sainte-Foy-Tarentaise; nell'alta valle dell'Isère i comuni di Bessans, Bramans, Lanslevillard; nell'alta valle della Moriana i comuni di Lanslebourg, Termignon, Sollières, Sardières, la frazione di Les Mottet-Versoye del comune di Bourg-Saint-Maurice sui fianchi del Piccolo San Bernardo ed i comuni di Aussois e di Avrieux (in tutto 5.301 abitanti);[2]
- nel dipartimento delle Alte Alpi furono occupati i comuni di Monginevro e Ristolas, la frazione di Roux del comune di Abriès, i comuni di Névache e di Cervières (in totale 370 abitanti);
- nel dipartimento delle Basse Alpi furono occupate le frazioni di Combremond, appartenente al comune di Saint-Paul-sur-Ubaye, e Roche-Mèane, del comune di Larche (per un totale di 32 abitanti);
- nel dipartimento delle Alpi Marittime furono occupati i comuni di Mentone, Fontan, le frazioni di La Blanche e Doans, entrambe nel comune di Santo Stefano di Tinea, e alcune case del comune di Isola. Inoltre i comuni di Castellaro, Breglio, Saorgio, Sospello, Rimplas, Valdiblora, San Martino Lantosca, Roccabigliera e Belvedere furono parzialmente occupati (per un totale di 22.820 abitanti, di cui 21.700 a Mentone).[3]

Si trattava di un'area abbastanza limitata, vasta 832 km² e con una popolazione di 28.523 abitanti. Il centro urbano conquistato più importante era Mentone. Il controllo di quest'area fu mantenuto, nonostante i costi e le difficoltà logistiche di rifornimento alle truppe, per esclusive ragioni di prestigio e come unico risultato concreto dell'attacco italiano alla Francia, ormai già sconfitta dai tedeschi. In questi territori si avviò così un tentativo di italianizzazione (con l'utilizzo della toponomastica italiana, lezioni in lingua italiana, ecc.).
I rapporti tra l'Italia e la Francia di Vichy furono totalmente delegati ad un organismo di controllo delle clausole armistiziali: la Commissione Italiana d'Armistizio con la Francia (CIAF). Tale organismo, composto sia da militari che da civili, aveva la propria sede centrale a Torino, dove si insediarono la Presidenza, il Segretariato Generale e le quattro Sottocommissioni: esercito, marina, aeronautica ed affari generali. Tuttavia, alle dipendenze di ciascuna Sottocommissione operavano delle Delegazioni di controllo dislocate in territorio metropolitano francese; tali organismi furono a loro volta articolati in sezioni operative sparse nei principali centri urbani della Francia meridionale.

## 1942: Operazione Anton

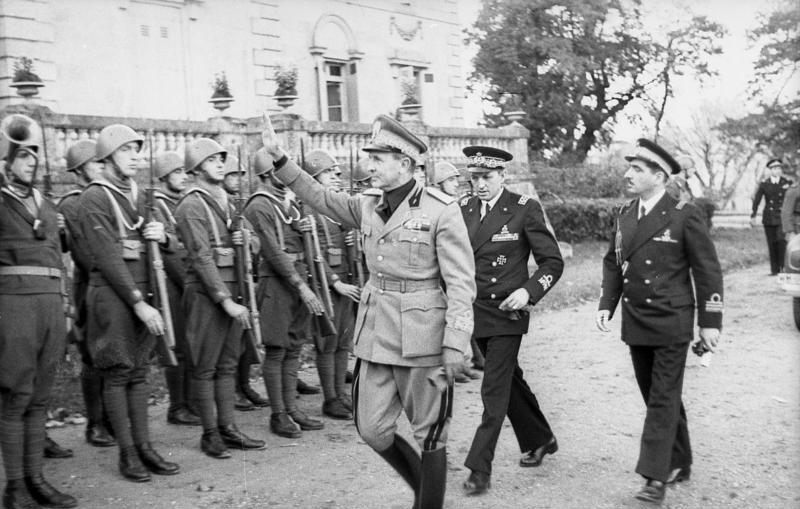
Luogotenente Generale della MVSN, insieme a due ufficiali della Regia Marina, passa in rassegna un reparto del "San Marco" (1942)

Dopo lo sbarco alleato nei protettorati francesi di Algeria e Marocco (Operazione Torch) dell'8 novembre 1942, al quale i reparti della Francia di Vichy opposero scarsissima resistenza, Hitler ordinò l'occupazione dei territori francesi metropolitani (Operazione Anton) e della Tunisia, che fu occupata dall'Afrikakorps e dai reparti italiani in Nordafrica.
L'obiettivo primario degli italo-tedeschi era la cattura della flotta francese nel porto di Tolone e l'Operazione Lila fu messa in pratica per acquisire intatto più naviglio possibile. Il comandante navale francese, l'ammiraglio Jean de Laborde, riuscì tuttavia a negoziare una piccola tregua, necessaria per far partire le navi di nascosto: i tedeschi non poterono che guardare mentre le navi si autoaffondavano al largo e nel porto della città. Il naviglio perso ammontava a 3 corazzate, 7 incrociatori, 28 cacciatorpediniere e 20 sommergibili. Gli italiani utilizzarono i resti della flotta francese affondata come materiale da fusione.
All'Operazione Anton presero parte anche i reparti del Regio Esercito: dal 12 novembre gli italiani occuparono la Corsica e otto dipartimenti sudorientali della Francia, compreso il Principato di Monaco. Il VII Corpo d'armata occupò la Corsica, mentre la 4ª Armata occupò le regioni meridionali francesi in un'area compresa tra il confine alpino, il fiume Rodano e la costa mediterranea, con l'esclusione delle città di Lione e Marsiglia. Passò sotto il diretto controllo italiano, quindi, una parte più consistente della Francia meridionale, compresi importanti centri urbani come Tolone, Aix-en-Provence, Grenoble, Nizza e Chambéry.
Il Regio Esercito mise a disposizione un notevole numero di uomini per quest'operazione. La 4ª Armata in Francia poteva contare su quattro divisioni di fanteria, due alpine, tre divisioni costiere ed altri reparti, per un totale di 6.000 ufficiali e 136.000 soldati al 31 maggio 1943. Il VII Corpo d'armata in Corsica era invece costituito da due divisioni di fanteria, una costiera e altri reparti, per un totale di 3.000 ufficiali e 65.700 soldati alla stessa data.

### La zona italiana
La zona di occupazione italiana nel sud della Francia fu organizzata in due settori. 

#### Primo settore
Il primo settore si estendeva dal lago di Ginevra sino a Bandol, seguendo il corso del Rodano; in quest'area era localizzato il Comando della 4ª Armata (presso Mentone) con a capo il generale Mario Vercellino. A difesa di queste posizioni erano impegnate le seguenti unità:
- I Corpo d'armata
  - 58ª Divisione fanteria "Legnano" (gen. Amedeo De Cia, poi gen. Giovanni Marciani, poi gen. Roberto Olmi)
  - 2ª Divisione Celere "Emanuele Filiberto Testa di Ferro" (gen. Mario Badino Rossi, poi gen. Giuseppe Andreoli)
  - 223ª Divisione costiera (gen. Amedeo De Cia)
  - 224ª Divisione costiera (gen. Luigi Mazzini, poi gen. Mario Badino-Rossi, poi gen. Giuseppe Andreoli)
  - I Reggimento Guardia alla Frontiera
  - 20º Raggruppamento sciatori
- XXII Corpo d'armata
  - 48ª Divisione fanteria "Taro" (gen. Gino Pedrazzoli)
  - 10ª Divisione Motorizzata "Piave" (gen. Ugo Tabellini)
  - 7ª Divisione fanteria "Lupi di Toscana" (gen. Gustavo Reisoli-Matthieu, poi gen. Ernesto Cappa)
  - 18º Reggimento Bersaglieri motocorazzato (col. Manlio Alessi).

La riserva strategica a disposizione del Comando d'Armata in questo settore era rappresentata dalla 5ª Divisione alpina "Pusteria" (gen. Maurizio Lazzaro de Castiglioni).

#### Secondo settore
Il secondo settore comprendeva i territori a cavallo del confine franco-italiano, tra Cap-d'Ail – Mentone e la Piazza Militare Marittima di La Spezia; buona parte di questi territori erano già stati annessi dall'Italia dopo l'armistizio di Villa Incisa. Erano dislocate in quest'area le seguenti unità:
- XV Corpo d'armata
  - 6ª Divisione alpina "Alpi Graie" (gen. d. Mario Girotti)
  - 105ª Divisione fanteria "Rovigo" (gen. d. Erminio Rovida)
  - 201ª Divisione costiera (gen. b. Costantino Salvi)
  - 102º Reggimento costiero.[9]

Con l'inizio dell'occupazione, quasi tutte le competenze della CIAF in materia di amministrazione militare e di ordine pubblico furono trasferite al Comando della 4ª Armata. Solamente i territori compresi nella fascia occupata sin dal 1940 restarono sotto l'amministrazione della CIAF. Dal momento che il maresciallo Pétain aveva ottenuto che l'occupazione della cosiddetta "Zona Libera" fosse attuata in conformità delle disposizioni sull'occupatio bellica disposte nella Convenzione dell'Aia del 1907, lo Stato francese, anche nella zona sotto il controllo italiano, continuò ad esistere, conservando così le proprie prerogative sovrane in materia di amministrazione civile. Ciò fece sorgere tensioni tra gli uffici governativi francesi tuttora operanti sul territorio e le autorità militari italiane.

Il sommergibile francese Phoque, catturato dalla Marina Italiana e ribattezzato FR 111

### Il Principato di Monaco
Il Principato di Monaco fu inserito, implicitamente o esplicitamente, in tutte le liste di rivendicazioni territoriali italiane riguardanti i territori francesi metropolitani, come territorio destinato all'annessione. I rapporti tra le autorità monegasche e le autorità italiane seguirono a ruota gli alti e i bassi della relazione Berlino-Vichy-Roma. Il 16 novembre 1942 il console Stanislao Lepri, constatata la non adesione del ministro monegasco Émile Roblot alla proposta d'occupazione pacifica e temporanea del territorio, dichiarò alle autorità locali che il principato sarebbe stato occupato alle ore 12 del giorno stesso.

## Fine dell'occupazione
L'occupazione totale della Francia acuì inoltre i motivi di contrasto fra Roma e Berlino. I tedeschi pretesero che il naviglio francese catturato a Biserta fosse utilizzato da truppe tedesche, nonostante la precedente assegnazione agli italiani, e non transigerono sul comando delle truppe in Tunisia. L'affondamento della flotta di Tolone (27 novembre 1942) portò le relazioni italo-francesi in una fase ancora più critica: «I risultati dell'autoaffondamento erano infatti disastrosi circa le speranze italiane di coinvolgere in una qualche maniera queste forze navali nel conflitto o quanto meno, come aveva suggerito Vacca Maggiolini, di servirsene impadronendosene con la forza». All'Italia furono assegnate 78 navi francesi, in gran parte piroscafi da carico a carbone di vario tonnellaggio, 2 navi inglesi e 10 navi greche.
Con la caduta del fascismo, il 25 luglio 1943, le attività da parte della Resistenza francese si fecero più determinate anche nella zona di occupazione italiana, fino ad allora risparmiata da scontri violenti. I partigiani, infatti, cercarono di approfittare della confusione politica e militare seguita all'allontanamento dal governo di Mussolini per generare, con azioni militari precise e ben mirate, ulteriore scoramento e caos tra le linee italiane. Per fronteggiare questa nuova situazione, il generale Vercellino diramò il 16 agosto disposizioni severissime a tutela dell'ordine pubblico e della sicurezza delle Forze Armate italiane nei territori occupati della Francia, invertendo così la linea morbida della politica di occupazione fino ad allora condotta dalle autorità militari italiane. Tali nuove disposizioni restrittive in materia di ordine pubblico, però, non fecero in tempo ad essere effettivamente attuate, a causa della fine imminente dell'occupazione italiana del territorio francese.
Il nuovo governo italiano guidato da Pietro Badoglio avviò subito un progressivo disimpegno delle forze del Regio Esercito dalla Francia; già il 10 agosto 1943 alcune unità fino ad allora impegnate nel teatro francese vennero ridislocate in Italia: la Divisione alpina "Alpi Graie" fu trasferita a La Spezia, la Divisione fanteria "Legnano" a Bologna e la Divisione fanteria "Rovigo" a Torino. Nell'ambito del successivo "Accordo di Casalecchio" tra i Comandi Supremi tedesco e italiano (il 15 agosto), si dispose la completa evacuazione del territorio francese da parte della 4ª Armata italiana, che sarebbe rientrata in territorio italiano. L'unico lembo di terra francese che sarebbe rimasto ancora sotto il controllo del Regio Esercito sarebbe stato il saliente nizzardo compreso tra il confine e la cosiddetta linea Tinea-Varo.
I termini dell'Accordo prevedevano la cessione ai tedeschi di ogni responsabilità difensiva dell'area in precedenza occupata dagli italiani, oltre alla consegna di tutto il materiale di preda bellica francese, delle fortificazioni, dell'artiglieria, delle armi automatiche e del relativo munizionamento. Secondo il calendario delle operazioni, la XIX Armata tedesca avrebbe dovuto assumere il pieno controllo dell'area entro il 9 settembre, mentre il completamento delle operazioni di evacuazione da parte della 4ª Armata italiana era previsto per il 25 settembre.

### Dopo l'8 settembre 1943
L'annuncio dell'armistizio l'8 settembre 1943 colse la 4ª Armata di sorpresa: l'evacuazione delle truppe italiane non era ancora stata completata, lasciando così circa 100.000 uomini (dei quali solo 60.000 effettivamente combattenti) alla mercé della prevedibile reazione tedesca. Il Comando supremo della Wehrmacht ordinò immediatamente un'offensiva contro le posizioni italiane nel sud della Francia; per quest'operazione furono impegnate tre divisioni della XIX Armata, fornite, a differenza dei loro avversari, di mezzi corazzati e motorizzati. Le posizioni italiane nei territori della Francia occupata furono facilmente costrette alla resa da parte delle forze tedesche. Pur in un quadro di generale disfacimento, si segnalarono comunque episodi di alto valore militare da parte dei soldati italiani, che cercarono come poterono di resistere alle preponderanti forze nemiche in numerosi scontri presso Nizza, Grenoble, Gap o il passo del Fréjus. Con la loro sconfitta terminò definitivamente l'occupazione militare italiana nel sud della Francia, cui seguirono "deportazioni dei militari italiani in Germania, finalizzate al lavoro coatto e motivate principalmente da contrasti ideologici (mancata adesione alla Repubblica Sociale Italiana e insubordinazione agli ordini dopo l'armistizio dell'8 settembre 1943"..
Ciò che rimaneva della 4ª Armata cercò di riorganizzarsi in territorio italiano; il Comando d'Armata ordinò un vasto ripiegamento nella zona di Cuneo-Mondovì, in modo da costruire una linea di difesa al di là del confine. Le truppe tedesche, però, erano già penetrate in profondità nel territorio francese, occupando valichi strategici per far valere la loro supremazia di uomini e di mezzi nello scontro con gli italiani. Qualsiasi tentativo di evitare l'invasione tedesca fu inutile: l'11 settembre, dopo aver isolato il grosso delle truppe italiane, i tedeschi avevano già conquistato Torino, Alessandria, Asti, Alba, Bra e Vercelli.
Le armate italiane presenti in Francia all'8 settembre 1943 erano:
Provenza:
- 4ª Armata (gen. a. Mario Vercellino, Sospello)
- Capo di s.m. gen. d. Alessandro Trabucchi
- Comandante artiglieria d'armata gen. d. Gaetano Alagia
- Comandante del genio d'armata gen. d. Raffaele Iannielli
- Intendente gen. b. Raffaello Operti
- XXII Corpo d'Armata (gen. c.a. Alfonso Ollearo, Hyères)
- Capo di s.m. col. Mario Mantelli
- Comandante artiglieria di corpo d'armata gen. b. Oscar Ulrich Bansa
- Comandante del genio di corpo d'armata gen. b. Romolo Borrelli
- 48ª Divisione fanteria "Taro" (gen. d. Gino Pedrazzoli, Bormes-les-Mimosas)
- Piazza Militare di Tolone (gen. b. Amilcare Farina, Tolone)
- I Corpo d'Armata (gen. c.a. Federico Romero, Grasse)
- Capo di s.m. col. Giovanni Marioni
- Comandante artiglieria di corpo d'armata gen. b. Annibale Gallo
- Comandante del genio di corpo d'armata col. Giuseppe Pagliano
- 223ª Divisione costiera (gen. d. Amedeo De Cia, La Colle-sur-Loup)
- 224ª Divisione costiera (gen. d. Mario Badino Rossi, Nizza)
- 1º Comando Guardia alla Frontiera (gen. b. della riserva Alberto Salvadori, Massiccio dell'Authion)

Corsica:
- VII Corpo d'Armata (gen. d. Giovanni Magli, Corte, comti art. Gen. b. Augusto Ferrari e genio col. Ernesto Concaro, interinale, ma il titolare era il gen. b. Gino Granata)
- 225ª Divisione costiera (gen. b. Bartolomeo Pedrotti, Corbara)
- 226ª Divisione costiera (gen. b. Attilio Lazzarini, Alata)
- Comando Difesa Porto di Ajaccio (gen. b. Giovanni Guidotti)
- 20ª Divisione fanteria "Friuli" (gen. d. Ettore Cotronei, Belgodere, comte fant. gen. b. Ugo de Lorenzis)
- Comando Difesa Porto di Bastia (gen. b. riserva Egidio Stivala)
- 44ª Divisione fanteria "Cremona" (gen. b. Clemente Primieri, Cauro)
- Raggruppamento Fanteria "Sud" (gen. b. Giancarlo Ticchioni, Zonza)
- X Raggruppamento Celere (col. Ettore Fucci)
- 175º Reggimento Alpini territoriale mobile
- 182º Reggimento fanteria costiero
- 7º Raggruppamento Artiglieria di Corpo d'Armata
- 7º Raggruppamento Genio di Corpo d'Armata

### I reduci della 4ª Armata e la Resistenza
Il numero complessivo dei militari italiani catturati nel settembre del 1943 in territorio francese fu di circa 60.000. Alcuni elementi della 4ª Armata, sottrattisi alla cattura o fuggiti dai campi di lavoro, riuscirono comunque a darsi alla macchia, partecipando ai nuclei di resistenza operanti in Piemonte e nel sud-est della Francia. L'apporto di ex militari del Regio Esercito portò alla costituzione di formazioni di combattimento interamente italiane, denominate Distaccamenti Garibaldini e riconoscibili da una fascia al braccio con la dicitura Detachement Garibaldiens Italiens.

## Aspetti dell'occupazione

### L'internamento
Nei territori occupati funzionarono almeno tre campi di concentramento italiani: quello di Sospello, a nord di Nizza, quello per comunisti di Modane e quello per "sudditi di stati nemici per la sicurezza delle truppe" d'Embrun. Inoltre i sudditi di stati nemici non pericolosi furono assegnati alla "residenza forzata" in località scelte dalle autorità del Regio Esercito.
In Corsica furono internati a Prunelli di Fiumorbo gli individui colpevoli di reati vari contro gli interessi dell'occupante. Il 18 novembre 1942 il Prefetto di Ajaccio diramò ai sottoprefetti di Bastia, Corte e Sartene l'ordine di internare tutti gli stranieri appartenenti a stati nemici dell'Asse o comunque sospetti; il generale Carboni del VII CdA suggerì l'internamento in Italia per i detenuti più pericolosi, ed effettivamente almeno una quindicina di persone furono deportate a Ferramonti Tarsia.

### La politica nei confronti degli ebrei
Tutti i territori occupati dall'Italia divennero un sicuro rifugio per gli ebrei che sfuggivano dalle persecuzioni tedesche. Dopo le occupazioni del novembre 1942, migliaia e migliaia di ebrei francesi che vivevano nella Repubblica di Vichy si rifugiarono nei territori presidiati dalla Quarta Armata: si calcola che furono circa l'80% degli ancora 300.000 israeliti rimasti in Francia. A seguito di quest'avvenimento, il ministro degli Esteri von Ribbentrop in persona protestò con Mussolini che si dimostrò incline ad assecondarlo, a  differenza della diplomazia italiana diretta da Galeazzo Ciano; venne quindi nominato un commissario per il "problema ebraico", il commissario di polizia Guido Lospinoso, il quale – collaborando con sacerdoti cattolici e con il finanziere ebreo Angelo Donati – si adoperò invece per proteggere gli ebrei rifugiatisi in zona italiana. Addirittura il maresciallo d'Italia Cavallero non ebbe timore a far capire ai tedeschi che:
(Ugo Cavallero)
A Lione il generale Mario Vercellino, comandante della Quarta Armata, fece liberare gli ebrei internati; ad Annecy un reparto italiano assediò una caserma nella quale erano tenuti prigionieri alcuni ebrei, ottenendo la loro liberazione; dopo l'armistizio, migliaia di ebrei seguirono la Quarta Armata in Italia.
 Subito dopo l'8 settembre lo stesso Eichmann si precipitò con i suoi uomini in Costa Azzurra, ma fu beffato: la polizia italiana aveva infatti distrutto gli elenchi degli ebrei.

### La base di BETASOM

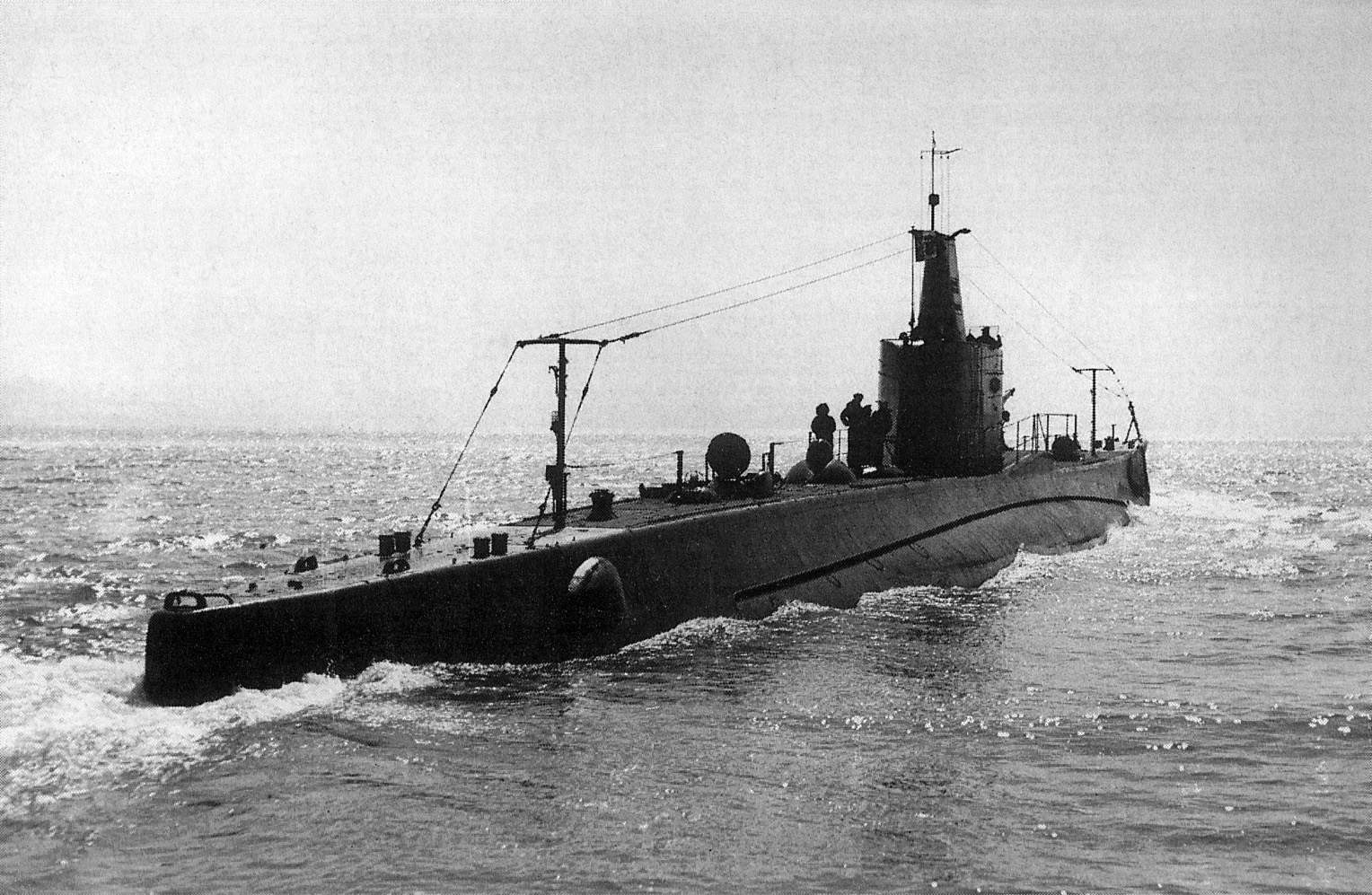
Il Sommergibile Leonardo Da Vinci che sotto il comando dei capitani di corvetta Luigi Longanesi Cattani prima e di Gianfranco Gazzana Priaroggia dopo, pur con 17 vittorie fu il sommergibile italiano con il più alto tonnellaggio affondato

In conclusione è opportuno ricordare come la presenza militare delle forze armate italiane si estese in territorio francese anche al di fuori della zona direttamente amministrata dal Regno d'Italia. È questo il caso della base navale di sottomarini situata a Bordeaux, dove la Regia Marina fu autorizzata a stabilire un proprio presidio a supporto delle operazioni tedesche.
Il 25 luglio 1940, il ministero della Marina italiano ottenne l'autorizzazione allo schieramento di un certo numero di sottomarini in appoggio alla Germania nazista per la guerra nell'oceano Atlantico. Il luogo prescelto per la sede delle operazioni fu la città di Bordeaux, dove fu costruita una base navale a cui fu assegnato il nome in codice di BETASOM. Il nome era un acronimo ottenuto dall'unione della prima lettera della parola «Bordeaux» - espressa con il nome della lettera dell'alfabeto greco equivalente dal punto di vista fonetico («beta») - e la prima sillaba della parola «sommergibile».
La strategia sarebbe stata impostata insieme all'alleato tedesco, ma dal punto di vista tattico e disciplinare i vari battelli avrebbero operato sotto la responsabilità dei rispettivi comandi. La base fu ufficialmente inaugurata il 30 agosto 1940 con l'arrivo dell'ammiraglio Parona. I tedeschi assegnarono agli italiani due navi passeggeri, il transatlantico francese Amiral de Grasse, di 18.435 tonnellate e, in ottobre, il piroscafo tedesco Usaramo di 7.775 tonnellate. L'Amiral de Grasse, oltre alla stazione radio, ospitava l'infermeria. L'edificio in cemento armato della stazione marittima fu trasformato in alloggi, mentre altri edifici furono utilizzati per uffici e magazzini.
Furono assegnati a Betasom 35 ufficiali, compresi 3 ufficiali dell'esercito per i reparti del battaglione San Marco e 426 militari del corpo degli equipaggi della Regia Marina. In totale, la forza del personale militare e civile assegnato ai servizi della base assommava a circa 800 uomini, compresa la compagnia mitraglieri del battaglione San Marco di 225 uomini addetta alla vigilanza interna della base, mentre esternamente la vigilanza era di pertinenza tedesca. In aggiunta, i Tedeschi avevano installato sei batterie antiaeree da 88 mm e 45 mitragliere da 20 mm e garantivano il servizio antiaereo e la scorta navale lungo la Gironda e nel golfo di Biscaglia.
La base era costituita da due darsene intercomunicanti attraverso una chiusa. Inoltre, la presenza di bacini di carenaggio rendeva possibile la messa a secco degli scafi per le necessarie operazioni di revisione e riparazione. Il personale era alloggiato in apposite casermette ottenute dalla conversione di alcuni magazzini. La sorveglianza interna era affidata a reparti dei carabinieri. La base atlantica ospitò complessivamente 32 sottomarini.
I sommergibili italiani svolsero la prima fase del loro ciclo operativo nell'Atlantico Settentrionale e, successivamente, nella zona equatoriale. Dopo l'entrata in guerra degli Stati Uniti, svolsero alcune crociere anche presso le coste nordamericane. Nel corso delle loro missioni in Atlantico i sommergibili di Betasom affondarono 109 navi mercantili alleate (per un totale di 593.864 tonnellate di naviglio affondato), danneggiando altre 4 imbarcazioni e un cacciatorpediniere inglese.
Il Da Vinci, comandato da Gianfranco Gazzana-Priaroggia, fu il miglior sommergibile non tedesco della seconda guerra mondiale, riuscendo a distruggere 17 scafi nemici, per un totale di 120.243 tonnellate.
La base fu operativa fino all'8 settembre 1943; al momento dell'armistizio, le unità che si trovavano nella base francese erano solamente 6 e furono reimpiegate dai tedeschi. Tra le unità più importanti messe in servizio dalla marina italiana, spiccò la classe Archimede con le sue 4 unità, trasferite nel corso della guerra a Bordeaux dal Mar Rosso.

### Rivendicazioni territoriali italiane
Oltre a Nizza e alla Corsica, gli italiani progettarono ulteriori rivendicazioni territoriali da imporre alla Francia sconfitta. Il problema del confine occidentale dell'Italia venne evocato fin dall'agosto 1940 con un tracciato che giungeva fino al fiume Varo, ma comprendeva Antibes e rettifiche sostanziali della frontiera alpina sino al Monte Bianco. Un secondo progetto - quello del senatore Francesco Salata, direttore di una speciale collana dell'ISPI dedicata alle rivendicazioni italiane - aggiunse il diretto dominio sul Principato di Monaco. Il 19 ottobre 1940, in una lettera a Hitler, Mussolini affermò che era giunto il momento di stabilire la fisionomia metropolitana e coloniale della Francia di domani, riducendola a proporzioni che le avrebbero impedito di ricominciare a sognare espansioni ed egemonie. Gli 850.000 italiani che formavano la massa più imponente di stranieri, disse il Duce, sarebbero stati rimpatriati per un totale di almeno 500.000 in un anno.
Le acquisizioni territoriali italiane e tedesche avrebbero tolto alla Francia altri quattro milioni di abitanti. Il trattato di pace avrebbe ridotto la Francia a uno stato con 34-35 milioni d'abitanti, con tendenza a diminuire ulteriormente. Quanto alle acquisizioni di carattere metropolitano e coloniale, aggiunse: «Si limitano al Nizzardo, alla Corsica e alla Tunisia. Non conto la Somalia perché è un classico deserto». Fra i numerosi piani di smembramento della Francia metropolitana, uno dei più completi e dettagliati fu elaborato nel 1942 dalla Commissione italiana d'armistizio con la Francia (CIAF). Esso propose un Piano A e un Piano B che si svilupparono partendo dal presupposto che l'occupazione militare sarebbe comunque rimasta una fase transitoria in attesa della vittoria.
Il Piano A, o «progetto massimo di occupazione della Francia continentale fino al Rodano e alla Corsica», fu denominato anche «governatorato generale». Previde un regime d'occupazione militare, con diritti di sovranità impregiudicati, tranne che per il Nizzardo e la Corsica, ove gli italiani si sarebbero insediati «saldamente nei gangli dell'organizzazione civile». La legislazione francese sarebbe rimasta in vigore, ma sarebbero state sospese tutte le disposizioni contrarie agli interessi italiani. La legislazione straordinaria sarebbe stata effettuata tramite i bandi di un comandante supremo o governatore, mentre le autorità e i funzionari civili francesi avrebbero mantenuto l'esercizio delle loro funzioni, salvo sostituzione per esigenze politiche, militari o d'ordine pubblico. Sarebbero stati esonerati i prefetti, i loro capi di gabinetto e i sottoprefetti, mantenuti in servizio i funzionari subalterni e gli amministratori dei comuni, dei dipartimenti e degli altri enti locali minori. La struttura amministrativa sarebbe stata composta da un governatore generale, un sovrintendente per gli Affari civili, undici governatori di province, coadiuvati da commissari civili e commissari straordinari e, infine, da un alto commissario per il principato di Monaco.
Il Piano B, o progetto «minimo», comprese «il territorio francese dello scacchiere alpino soggetto a rivendicazioni nazionali e la Corsica», cioè: le Alpi Marittime, il principato di Monaco e un territorio montuoso compreso fra tre dipartimenti, Basse Alpi, Alte Alpi e Savoia (le testate delle valli d'Isère, dell'Arc, della Durance, dell'Ubaye e i circondari di Verdon, Albertville, San Giovanni di Moriana, Gap, Briançon, Barcelonnette, Digne). Esso avrebbe costituito una provincia denominata Alpi Occidentali con 116 comuni e 76.000 abitanti, il cui capoluogo sarebbe stato Briançon (italianizzata in Brianzone).
In caso d'attuazione del Piano B, i sovrintendenti per gli Affari civili avrebbero introdotto l'ordinamento giuridico italiano e fornito i quadri dell'amministrazione della nuova provincia delle Alpi Occidentali: prefettura, sottoprefettura e uffici provinciali (Genio civile, Finanza, Poste, Istruzione). In Corsica, un generale avrebbe immediatamente sostituito i prefetti e i viceprefetti francesi con commissari civili da insediare a Bastia, Corte, Sartene. Altri commissari sarebbero stati nominati a Grasse, Barcelonnette e nei due cantoni di Bourg-Saint-Maurice e Modane, assicurando così il funzionamento degli enti locali disciolti. Per rendere operativo questo piano sarebbero bastati 326 funzionari.